# Boiga philippina
Boiga philippina är en ormart som beskrevs av Peters 1867. Boiga philippina ingår i släktet Boiga och familjen snokar. IUCN kategoriserar arten globalt som livskraftig. Inga underarter finns listade.
Arten förekommer i Filippinerna på ön Luzon och på några mindre tillhörande öar. Den lever i låglandet och i kulliga områden mellan 50 och 800 meter över havet. Habitatet utgörs av fuktiga skogar och dessutom besöks angränsande landskap. Boiga philippina klättrar främst i träd och annan växtlighet.